# DOS-Line
DOS-Line — многозадачная, многопользовательская, мультитерминальная операционная система, разработана компанией ООО Альтер-Вест в 1993 году. Развитие и сопровождение происходило до 1997 года.
DOS-Line применялась для автоматизации бухгалтерского учёта, управления складами и торговыми залами, оформления контрактов, выписки счетов и т. д., учёта пациентов и других задач в медицинских учреждениях. DOS-Line была установлена в ряде банков, применялась в образовательных учреждениях, от детских садов до вузов. Основной областью применения были средние школы.
Для работы DOS-Line достаточно IBM PC-совместимого компьютера с процессором не ниже Intel 80386 и с объёмом оперативной памяти от 2 МБ. Система может поддерживать работу до 25 пользователей на терминалах в режиме разделения времени.

## Возможности
Возможности, предоставляемые пользователям системой:
- работать на терминале, как на стандартном IBM PC в среде MS-DOS со всеми программами для DOS;
- работать в многозадачном режиме, переключаясь с одной программы на другую;
- использовать все ресурсы центрального компьютера и получать доступ к его файлам;
- работать независимо от других пользователей системы, вплоть до перезагрузки своего процесса в любой момент без воздействия на другие;
- совместно использовать DOS-Line и локальные сети, получая с любого терминала полноценный прямой доступ к файловому серверу сети более высокого уровня;
- работать с несколькими программами на нескольких компьютерах одновременно, объединив их в локальную сеть, имея при этом как терминальный доступ, так и файловый доступ ко всем серверам в сети;
- использовать любое сетевое программное обеспечение, включая встроенную локальную сеть Ulter-LAN, для организации взаимодействия программ как внутри одного компьютера, так и на нескольких компьютерах;
- использовать принтер на своём терминале и любые принтеры как на компьютере, так и на других терминалах системы.

DOS-Line стартует из MS-DOS как обычная задача, после старта порождает несколько процессов, в каждом из которых обеспечивается операционная среда, идентичная MS-DOS. В каждом процессе имеется 640/736 КБ основной памяти и поддерживается доступ к памяти XMS и EMS. Вся память является виртуальной, для выгрузки неактивных страниц создаётся файл своппинга на диске. Можно закрепить всю или часть памяти процесса в реальной памяти. Все процессы выполняются в режиме разделения времени и надёжно изолированы друг от друга. Зависание программы не влияет на работу остальных. Возможна раздельная перезагрузка процессов (Ctrl+Alt+Del). Допустима обработка прерываний от внешних устройств (мышь, модем и т. п.). Один процесс может работать в режиме реального времени. Возможна идентификация пользователей и установка прав доступа к ресурсам.
DOS-Line поддерживает терминалы типа PC-TERM (NATEKS, WYSE, VIDEOTON, Zelax), VT100 (DEC/VT320, СМ 7238) и мультипортовые платы RS232 (ARNET, Hostess, AST-4). Возможна адаптация к другим типам терминалов и мультипортов. DOS-Line поддерживает графические консоли и персональные компьютеры УКНЦ, при этом возможен запуск Windows 3.1 на рабочих местах.
Внутри системы работает виртуальная локальная сеть, либо на физическом уровне протоколов ARC-Net, либо на сетевом уровне протокола IP. Это позволяет обеспечить приложениям пользователей DOS-Line доступ к ресурсам локальной сети предприятия или сети интернет.